# Challenger de Taipéi 2017

El torneo Santaizi ATP Challenger 2017 fue un torneo profesional de tenis. Pertenece al ATP Challenger Series 2017. Se disputará su 4ª edición sobre superficie carpet bajo techo, en Taipéi, Taiwán entre el 17 al el 23 de abril de 2017.

## Jugadores participantes del cuadro de individuales
| Favorito | País                     | Jugador             | Rank1 | Posición en el torneo |
| -------- | ------------------------ | ------------------- | ----- | --------------------- |
| 1        | Bandera de Chipre        | Marcos Baghdatis    | 54    | Primera ronda         |
| 2        | Bandera de China Taipéi  | Lu Yen-hsun         | 62    | CAMPEÓN               |
| 3        | Bandera de Rusia         | Konstantin Kravchuk | 101   | Cuartos de final      |
| 4        | Bandera de Israel        | Dudi Sela           | 104   | Segunda ronda         |
| 5        | Bandera de Eslovaquia    | Lukáš Lacko         | 108   | Segunda ronda         |
| 6        | Bandera de Canadá        | Vasek Pospisil      | 119   | Semifinales           |
| 7        | Bandera de Corea del Sur | Lee Duck-hee        | 130   | Primera ronda         |
| 8        | Bandera de Japón         | Go Soeda            | 152   | Cuartos de final      |

- 1 Se ha tomado en cuenta el ranking del 10 de abril de 2017.

### Otros participantes
Los siguientes jugadores recibieron una invitación (wild card), por lo tanto ingresan directamente al cuadro principal (WC):
- Lee Kuan-yi
- Jimmy Wang
- Yang Tsung-hua
- Marcos Baghdatis

Los siguientes jugadores ingresan al cuadro principal tras disputar el cuadro clasificatorio (Q):
- Matthias Bachinger
- Matthew Ebden
- Sasi Kumar Mukund
- Ruan Roelofse

## Campeones

### Individual Masculino
- Lu Yen-hsun derrotó en la final a  Tatsuma Ito, 6–1, 7–6(4)

### Dobles Masculino
- Marco Chiudinelli /  Franko Škugor derrotaron en la final a  Sanchai Ratiwatana /  Sonchat Ratiwatana, 4–6, 6–2, [10–5]